# Наука в Венгрии
Наука в Венгрии активно развивается с XIX века. К началу XXI века крупнейшим научным центром является Будапешт, там расположены ведущие научные учреждения Венгрии: Венгерская академия наук и Академия литературы и искусств имени Ф. Сеченьи. В состав Венгерской академии наук входит ряд институтов: центральный физический, центральный химический, математический, технической физики, биологический, биохимии, ботаники, генетики, экспериментальной медицины, автоматизации, истории, государства и права, языкознания, географии, экономики, философии и другие. В 2004 году в стране было 18 государственных университетов, 5 церковных университетов, 1 частный университет. К числу крупнейших университетов относятся расположенные в Будапеште Университет имени Лоранда Этвёша, Медицинский университет имени И. Ф. Земмельвейса, Университет технологии и экономики, Университет экономических наук и публичного администрирования, Университет театра и кино, Университет графики и дизайна, Университет прикладных наук имени Ф. Сеченьи. Крупные университеты расположены также в городах Печ, Дебрецен, Мишкольц, Сегед и других. Среди крупнейших библиотек — расположенные в Будапеште Национальная библиотека им. Ф. Сеченьи, библиотеки Венгерской академии наук, Венгерского парламента, а также библиотеки университетов, музеев и т.п. 13 представителей Венгрии стали лауреатами Нобелевской премии.

## История

### До середины XIX века
Одним из первых серьёзных естественнонаучных трудов Венгрии стала «Венгерская энциклопедия», составленная в 1653 году педагогом и философом Я. Апацаи-Чере. В XVIII веке естественные науки стали преподаваться в высших школах и коллегиумах. Среди видных профессоров того времени были математик П. Мако, астроном М. Хелль, статистик И. Хатвани, историк медицины И. Веспреми, механик и математик Я. А. Сегнер. Одним из первых учёных в области сельского хозяйства был С. Тешшедик, который в 1797 году основал высшую сельскохозяйственную школу в Кестхее — «Георгикон».
В 1825 году была основана Венгерская академия наук. В 1-й половине XIX века существенных успехов добился исследователь венгерской флоры П. Китаибель. П. Вашархейи написал ряд работ по регулированию рек. Среди известных математиков 1-й половины XIX века был Ф. Боляи и его сын Я. Бойяи, ставший одним из открывателей неевклидовой геометрии. Медик И. Земмельвайс стал одним из основоположников асептики.

### С середины XIX века до 1945 года
Во второй половине XIX века активно развивается венгерская промышленность, что повлекло за собой развитие связанных областей науки. В 1861 году физик А. Йедлик сконструировал электрический генератор. Его ученик Л. Этвёш занимался поверхностного натяжения, доказал равенство гравитационной и инертной масс. Физик и инженер И. Броди в начале XX века занимался исследованиями в области квантовой теории твёрдого тела и физической статистики, он довёл до серийного производства криптоновую лампу. П. Шеленьи занимался важными исследованиями в области интерференции света.
Среди математиков конца XIX — начала XX века больших успехов добились следующие учёные: Д. Кёниг (алгебра и теория множеств), Л. Фейер (суммирование рядов Фурье), Ф. Рис (теория функциональных пространств и топологии), А. Хаар (теория ортогональных систем функций), К. Иордан (теория вероятностей и математическая статистика), М. Фекете, Д. Пойя и другие. М. Конкой-Теге внёс большой вклад в развитие венгерской астрономии.
В геологии больших успехов добились И. Сабо (работы по петрографии и тектонике), X. Бёк (работы по нефти и подземному газу), М. Ханткен (исследования по стратиграфии и палеонтологии). В 1869 году был создан геологический институт. В 1896 году была выпущена первая геологическая карта Венгрии.
В конце XIX века в Венгрии был сделан ряд технических открытий: Д. Банки и Я. Чонка изобрели карбюратор, О. Бальти, К. Циперновский и М. Дери изобрели трансформатор, К. Кандо создал электровоз переменного тока, Ш. Шенек разработал новый тип аккумулятора, А. Мехварт создал для мукомольной промышленности технологию изготовления колёс способом литья.
В развитии химии в Венгрии важную роль сыграл Карой Тан, организовавший первый венгерский научно-исследовательский химический институт. Больших успехов также добились В. Варта (химик-технолог), Л. Винклер (химик-аналитик), И. Бугарский (электрохимик), Г. Земплен (работы по химии углеводородов).
К числу видных биологов того времени относятся О. Герман (работы по орнитологии), Г. Энц-старший (работы по протистологии), В. Борбаш (один из основателей венгерской географии растений), Ш. Черхати (ботаник).
Большой вклад в медицину в конце XIX века внесли Ш. Кораньи (основатель функционального направления), Я. Бокаи (педиатр), И. Федор (организатор кафедры общественной гигиены), Э. Кромпехер (открыл карциному базальной клетки), Я. Баласса (хирург), Ф. Кораний (терапевт). К 1-й половине XX века в стране действовали крупные медицинские школы. Д. Бекеши занимался исследованием биофизики и физиологии слуха, Э. Хёдьеш проводил бактериологические и иммунологические исследования. В области ветеринарии больших успехов добились Ф. Гутира (эпизоотолог и микробиолог, организатор преподавания и научно-исследовательских работ), Й. Марек и А. Ауески (описали ряд болезней животных). Э. Жигмонд занимался исследованиями в области агрохимии. Д. Фехер написал ряд работ по биологии почв.
В период диктатуры 1920—1940-е годов многие венгерские учёные были вынуждены уехать за границу. Среди них химик Д. Хевеши, физиолог Ф. Верцар, создатель голографии Д. Габор, физики Л. Силард и Ю. Вигнер, математик Дж. Нейман и другие.

### Во времена Венгерской Народной Республики
После окончания Второй мировой войны и создания Венгерской Народной Республики наука стала быстро развиваться. В 1950 году был создан Институт прикладной математики, преобразованный в 1955 в Математический исследовательский институт. В 1956 году был создан вычислительный центр. Б. Сёкефальви-Надь вместе со своими учениками продолжил исследования в области функционального анализа. Известность получили работы Е. Эгервари (теория дифференциальных уравнений), О. Варги и А. Рапчака (дифференциальная геометрия), А. Часара (топология), Л. Кальмара и Я. Шураньи (математическая логика), Р. Петера (рекурсивные функции), П. Эрдёша, П. Турана, А. Реньи и П. Ревеса (теория чисел), П. Эрдёша, А. Реньи и Т. Галлаи (теория графов), Л. Редея (современная алгебра), Д. Хайоша (теория групп), Т. Селе (теория колец и абелевых групп), Л. Фукса (теория групп и множеств), А. Адама (математическая логика и кибернетика), А. Реньи (теория вероятностей), Л. Фейеш-Тота (дискретная геометрия).
Физика в Венгрии также развивалась. Физик-теоретик П. Гомбаш опубликовал ряд работ по квантовой теории множества тел и статистической теории атома. В области теоретической физики успехов добились также следующие учёные: А. Конья (квантовая статистика), Р. Гашпар (квантовая химия), И. Феньеш (квантовая механика). К. Новобатский и его ученики занимались проблемами теории поля. Л. Яношши написал ряд работ по физике космических лучей, теории относительности и квантовой теории. Главным центром экспериментальной физики в Венгрии был Будапештский центральный научно-исследовательский институт физики под руководством Л. Пала. В институте проводились исследования в области ядерной физики, природы света и спектроскопии, космических лучей, физики твёрдого тела, ядерной химии и электроники. В Дебрецене действовал научно-исследовательский институт ядерных исследований во главе с Ш. Салаи. В области физики твёрдых тел в 1960 годы добились успеха учёные З. Дьюлаи и И. Тарьян (выращивание монокристаллов, исследование спектра и структуры кристаллов), П. Шеленьи, Д. Сигети и З. Бодо (физика полупроводников), П. Ленард (магнитная структура тел). И. Феньеш и И. Дьярмати занимались исследованиями в области термодинамики необратимых процессов. А. Будо и И. Ковач проводили работы в области атомной и молекулярной физики. Развивалась и астрономия, проводились исследования сверхновых звёзд, статистики звёзд, поляриметрии, физики Солнца.
Большое внимание уделялось и химии. Физикохимики Г. Шай, З. Сабо, Ф. Надь, Ф. Тюдёш, П. Тетеньи достигли существенных результатов в области кинетики радикальных цепных реакций и катализа. Важное значения имеют также исследования Т. Эрдеи-Груза (кинетика электродных процессов), А. Бузага (коллоидная химия), Э. Шулека (применение галогенов в анализе), Я. Проста (полярография), Л. Эрдеи (индикаторы и термический анализ), Э. Пунгора (электроанализ). Крупным учёным в области органической химии был Г. Земплен, среди его последователей: Р. Богнар, Ш. Мюллер, Д. Брукнер, Л. Варга, А. Гереч, З. Фёльди, К. Лемперт, Ч. Сантаи. В области химической технологии большое значение имели работы И. Варги, М. Кораха, М. Фройнда, А. Ровальтера и К. Полинского, в области химии сельского хозяйства и химии пищевой промышленности — Я. Холло, К. Ваша и Л. Телегди-Ковача.
В послевоенное время активизировались геологические исследования. Д. Кертаи открыл новые месторождения подземного газа. Г. Панто занимался изучением строения месторождений руд. Проводилось множество геологических экспедиций, составлялись новые геологические карты. Проводились исследования гравитации и земного магнетизма. Важный вклад в развитие геологии Венгрии внесли также следующие учёные: Э. В. И. Фюлёп и А. Вендль (региональная и историческая геология), Э. Садецки-Кардошш (давление и температура метаморфизованных горных пород), Л. Эдьед (теория развития Земли), Я. Богарди (исследование грунтовых вод и речных наносов), А. Тарчи-Хорнох (разработка методов геодезических измерений).
В биологии с конца 1940-х годов велись исследования по изучению проблем эволюционной теории, экологии и в других областях. Исследованиями в области ботаники занимались Ш. Яворка, Р. Шоо, Р. Рапаич, Б. Зойоми, И. Мате, в области протистологии — И. Гелей, в области нейрогистологии — А. Абрахам, в области гидробиологии — Р. Мауха. И. Тёрё занимался исследованием защитных механизмов организма, И. Кромпехер —  соединительных тканей, Я. Сентаготаи — нервной системы. Физиологию нервной системы изучал Д. Адам. В Венгрии были созданы школы биохимиков и биофизиков.
Медицина послевоенного времени продолжила традиции венгерской школы. Больший вклад в её развитие внесли следующие медики: И. Кёрньеи и К. Лишшак (исследования нервной системы), П. Балинт, А. Бабич, П. Гегеши-Кишш, П. Гёмёри, Э. Керпель-Фрониуш и Ф. Реньи-Вамош (изучение системы кровообращения), И. Бало, Л. Харанги и Б. Кельнер (изучение опухолей), М. Юлес, М. Раднот и И. Шош (исследования в области эндокринологии и обмена веществ), П. Рубаньи м Д. Шебестьен (хирургии грудной клетки), И. Кудас и И. Литман (хирургия сердца), В. Ишшекуц, М. Янчо и И. Кнолль (фармакология).
Успешно развивалась аграрная наука Венгрии, была создана карта генетики и эрозии почв. Работы по улучшению песчаных и солончаковых почв выполняли Ш. Эгерсеги, К. Патер, Ш. Херке, И. Преттенхоффер, И. Сабольчи. Применением севооборотов на песчаных почвах и системами удобрений занимались Ш. Фёргетег, Б. Дьёрфи, Э. Кеменешши, Г. Ланг, В. Вештшик. Создавались новые улучшенные сорта кукурузы, пшеницы, подсолнечника, сои, помидора (Э. Курник, Д. Месёй, Э. Обермайер, Э. Пап, А. Порпаци, А. Шомош, Ш. Райки, А. Яношши). Проводились работы по акклиматизации быстрорастущих видов деревьев (Б. Керестеши, И. Мадьяр). Ф. Эрдеи занимался аграрно-экономическими исследованиями. Ш. Котлан, Р. Маннингер и И. Мочи разрабатывали новые вакцины.
Технологиями обогащения горных руд и увеличением скорости бурения занимались Г. Тарьян и И. Замбо. В металлургии важное значение имели работы Ш. Гелейи, Л. Гиллемота и И. Вере. Развитием электроэнергетики и  теплоэнергетики занимались А. Фоно, Л. Форго, О. Гести, Л. Хеллер, К. П. Ковач, А. Леваи, Ф. Ратковский, М. Шейднер, Л. Веребей и другие. В сельскохозяйственном машиностроении были заняты А. Г. Паттантьюш и И. Ражо. Развитием производственных процессов различных отраслей промышленности занимались О. Бенедикт, Ф. Чаки, Т. Вамош и другие. В разработке техники связи больших успехов добились И. Барта, Г. Богнар, Т. Мильнер, Д. Сигети и Э. Винтер. В строительной сфере применением новых материалов, сооружением мостов, тоннелей, высотных зданий занимались И. Сабо, К. Сечи, Е. Бёльчкеи, М. Майор и другие.